# Asaphistis
Asaphistis is een geslacht van vlinders van de familie bladrollers (Tortricidae), uit de onderfamilie Olethreutinae.

## Soorten
- A. asema Diakonoff, 1973
- A. catarrhactopa (Meyrick, 1938)
- A. cretata (Diakonoff, 1953)
- A. gypsopa (Diakonoff, 1953)
- A. haematina (Diakonoff, 1953)
- A. hemicapnodes (Diakonoff, 1953)
- A. hemicyclica (Diakonoff, 1953)
- A. lucifera (Meyrick, 1909)
- A. maturicolor Diakonoff, 1973
- A. nobilis Diakonoff, 1973
- A. phanerops Diakonoff, 1973
- A. praeceps Meyrick, 1909
- A. protosema Diakonoff, 1973
- A. purpurescens (Diakonoff, 1953)
- A. sappiroflua (Diakonoff, 1953)